# جان غاستوني دي ميديشي

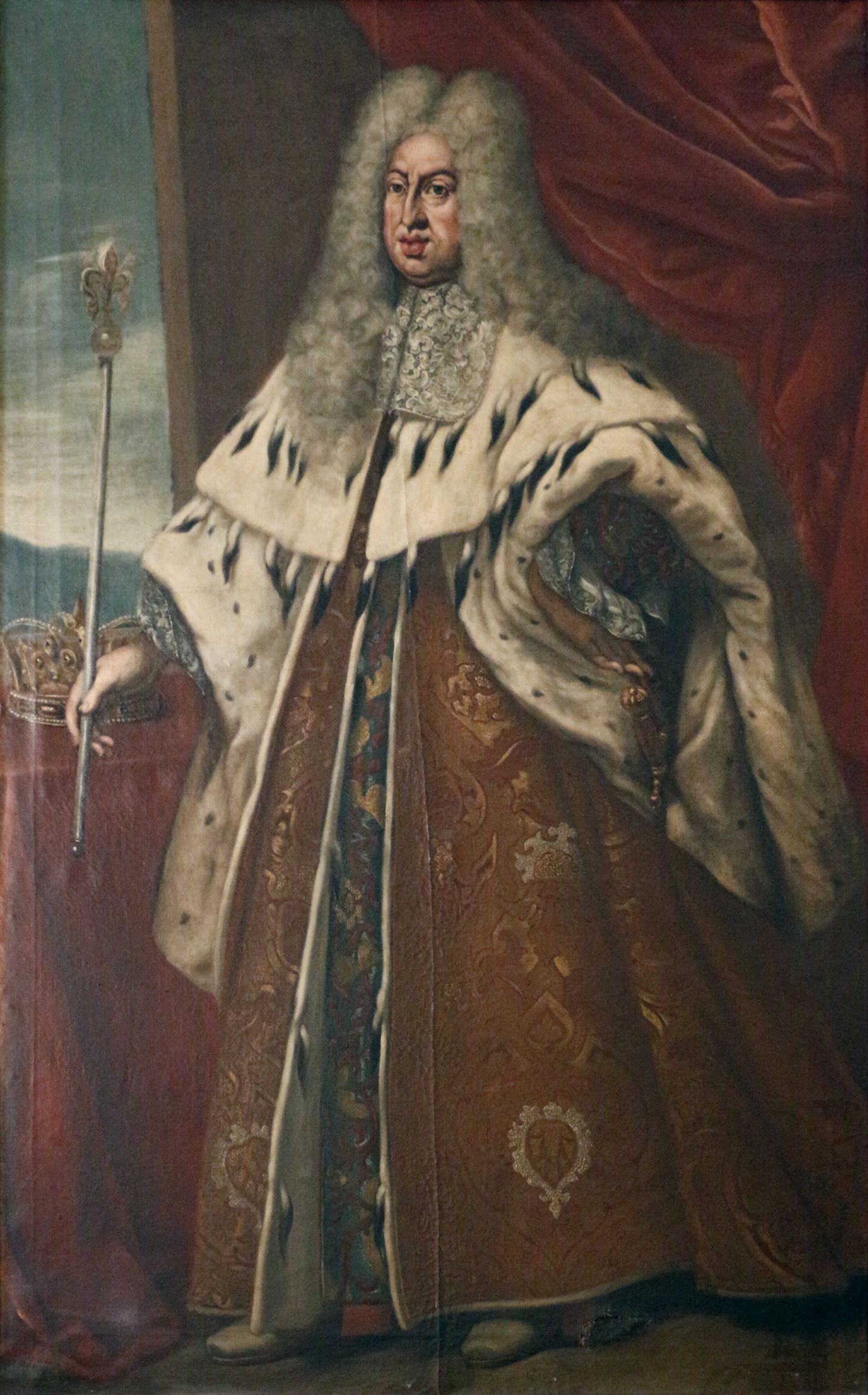
جان غاستوني دي ميديشي

جان غاستوني دي ميديشي (فلورنسا، 24 مايو 1671 - فلورنسا، 9 يوليو 1737) آخر غراندوقات توسكانا من سلالة ميديشي حكم من عام 1723 إلى عام 1737.
هو الابن الثالث لكوزيمو الثالث دي ميديشي ومارغريت لويز أورليان، نشأ مُهملا من والديه، فأمه عادت إلى فرنسا لـمـّا كان عمر الأمير الصغير أربع سنوات، والوالد كان منهمكاً في المقام الأول بالاعتناء بإعداد وتربية ابنه البكر فرديناندو ولي العهد وابنته الثانية أنا ماريا لويزا التي اعتبرت بيدق زواج ثمين يـُستفاد منه باتحاد هام.
فكـرّس جان غاستوني الشاب والحسـّاس والذكي نفسه لاهتمامات علمية، ووجد التفهم فقط لدى العم الكاردينال فرانشيسكو ماريا دي ميديشي الشخصية اللاإمتثالية رغم الملابس الكنسية.